# Лосицький повіт
Лосицький повіт (пол. powiat łosicki) — один з 37 земських повітів Мазовецького воєводства Польщі.
Утворений 1 січня 1999 року в результаті адміністративної реформи.

## Загальні дані
Повіт розташований у східній частині воєводства.
Адміністративний центр — місто Лосиці.
Станом на 1.01.2008 населення становить 32 443 осіб, площа 772,52 км².

## Демографія
Демографічні дані повіту станом на 30.06.2005:
|       | Всього | Всього | Жінки  | Жінки | Чоловіки | Чоловіки |
| ----- | ------ | ------ | ------ | ----- | -------- | -------- |
|       | осіб   | %      | осіб   | %     | осіб     | %        |
| Повіт | 32 936 | 100    | 16 421 | 49,9  | 16 515   | 50,1     |
| Міста | 7239   | 100    | 3707   | 51,2  | 3532     | 48,8     |
| Села  | 25 697 | 100    | 12 714 | 49,5  | 12 983   | 50,5     |